# 租稅負擔率
租稅負擔率（Total Tax Revenues as a percentage of GDP）為國際上比較各國租稅水平時，最廣泛被運用的數據。即政府稅收占國民生產毛額（GDP）或國民所得（GNP）的比率，以衡量一國國民的租稅負擔程度，比率越高者表示國民支付給政府的稅收越高，政府規模也越大，提供的公共建設服務的質或量也更高，相對的涉入人民生活的程度也就越高。
租稅負擔率下降的主因有稅收對稅基缺乏彈性、愈來愈偏重直接稅的租稅結構無法有效配合經濟發展、租稅減免金額龐大及稅式支出增加、投資減少使得稅收流失、稅制改革推動不易等。

## 各國比較

### 台湾
1990年臺灣租稅負擔率曾高達20%，不論是否包含社會安全捐，20年來呈現下滑的情形。不符OECD國家租稅負擔率自1965年以來反而有逐年增加之趨勢，並且相較於其他國家，臺灣的租稅負擔率較低。
依據財政部財政統計年報，2010年至2016年臺灣的租稅負擔率（不含社會安全捐，即勞工保險、健康保險等社會保險支出）分別為12.0%、12.9%、12.8%、12.6%、12.3%、12.7%及13%，只比產油國的阿聯、阿曼等國要高。

### 中國（中國大陸）
中国大陆2016年的租稅負擔率（不含社會安全捐）為17.6%。

### 香港
香港地區2012年的租稅負擔率為13%，香港實行低稅率及簡單稅制，但薪俸稅最高稅率17%、利得稅稅率16.5%、物業稅（房租收入）稅率15%，僅對少數商品（酒、菸、碳氫油及甲醇等）徵收消費稅（商品及服務稅），本地企業股息免稅等。

### 新加坡
新加坡2014年的租稅負擔率（不含社會安全捐）為13.7%；2017年則為14.1%。

### 日本
日本2010年至2011年的租稅負擔率（不含社會安全捐）分別為16.3%、17.9%；2015年則為17.9%。

### 韓國
韓國2010年至2012年的租稅負擔率（不含社會安全捐）分別為19.3%、19.8%及20.2%；2015年則為18%。

### 美國
美國2010至2012年的租稅負擔率（不含社會安全捐）分別為17.6%、18.5%及18.9%；2015年則為19.8%。

### 英國
英國2015年的租稅負擔率（不含社會安全捐）為26.5%。

### 法國
法國2015年的租稅負擔率（不含社會安全捐）為28.2%。

### 德國
德國2015年的租稅負擔率（不含社會安全捐）為22.9%。